# Brandenberg (Tirol)
Brandenberg ist eine Gemeinde mit 1519 Einwohnern (Stand 1. Jänner 2024) im Brandenberger Tal und gehört zum Bezirk Kufstein in Tirol. Die Gemeinde liegt im Gerichtsbezirk Rattenberg.

## Geografie
Die Gemeinde Brandenberg umfasst die von der Brandenberger Ache und ihren Nebenflüssen geformten Täler. Im Nordwesten des Gemeindegebiets zählen zudem einige Flurstücke an den Quellen des Filzmoosbaches und des Weißbachls dazu. Das Gemeindegebiet grenzt im Norden an den Landkreis Miesbach im deutschen Freistaat Bayern und im Süden an die Gemeinde Kramsach im Inntal.
Das Gebirge gehört zum Großteil zu den Brandenberger Alpen. Die Täler sind relativ steil und bilden einige Klammen wie die berühmte Kaiserklamm.

### Gemeindegliederung
Die Gemeinde besteht aus der einzigen Katastralgemeinde Brandenberg und umfasst folgende zwei Ortschaften (Einwohner Stand 1. Jänner 2024)
- Aschau (359)
- Brandenberg (1160)

| Katastralgemeinden       | Ortschaften in der Gemeinde |
| ------------------------ | --- |
| Brandenberg (130,18 km²) | Aschau (D) Burgstall (R) Furt (ZH) Gang (ZH) Haaser (ZH) Pinegg (D) Reischer (ZH) Rohrbach (ZH) Rohregg (ZH) Schneeberg (ZH) Stegen (ZH) Wildmoos (ZH) Brandenberg (D) Anger (ZH) Arzberg (ZH) Audorf (R) Haidach (R) Hintereben (ZH) Markstein (ZH) Mösl (ZH) Mühlegg (ZH) Oberberg (ZH) Rinnerschwendt (R) Unterberg (ZH) Winkel (ZH) |
| Legende                  | |

| In der Spalte Katastralgemeinden sind sämtliche Katastralgemeinden einer Gemeinde angeführt. In der Klammer ist die jeweilige Fläche in km² angegeben. |
| In der Spalte Ortschaften sind sämtliche von der Statistik Austria erfassten Siedlungen, die auch eine eigene Ortschaftskennziffer aufweisen, angeführt. In der Hierarchieebene derselben Spalte, rechts eingerückt, werden nur Ansiedlungen, die mindestens aus mehreren Häusern bestehen, dargestellt. Die wichtigsten der verwendeten Abkürzungen sind: - M = Hauptort der Gemeinde - Stt = Stadtteil - R = Rotte - W = Weiler - D = Dorf - ZH = Zerstreute Häuser - Sdlg = Siedlung - Hgr = Häusergruppe - E = Einzelgehöft (nur wenn sie eine eigene Ortschaftskennziffer haben) Die komplette Liste der Statistik Austria ist in: Topographische Siedlungskennzeichnung nach STAT Zu beachten ist, dass manche Orte unterschiedliche Schreibweisen haben können. So können sich Katastralgemeinden anders schreiben als gleichnamige Ortschaften bzw. Gemeinden. Quelle: Statistik Austria – |

### Nachbargemeinden
Drei von sieben Nachbargemeinden liegen im Bezirk Kufstein, zwei im Bezirk Schwaz (SZ) und zwei im Landkreis Miesbach (MB) in Bayern.
| Steinberg am Rofan (SZ) | Kreuth und Rottach-Egern (MB)               | Thiersee           |
| Achenkirch (SZ)         | Kompassrose, die auf Nachbargemeinden zeigt |                    |
| Kramsach                |                                             | Breitenbach am Inn |

## Geschichte
In einer Urkunde von 1140–1147 wird der Ortsname als Brantenberch erstmals schriftlich erwähnt. Der Name geht auf das Flurstück bei der Ortschaft Brandenberg zurück, das wohl mit Brandrodung in Verbindung steht. Ursprünglich war für das Tal der Name Valepp o. ä. vorherrschend. Die Brandenberger Ache hieß im Mittelalter Wldeppe (1078/80) bzw. fluvius Vulteppe (1267), und noch heute gibt es eine Siedlung Voldöpp, wo die Ache in den Inn mündet, sowie ein Flurstück Valepp in Bayern, das an die Gemeinde Brandenberg angrenzt. Demnach dürfte der Name erst durch die Brandrodung und die folgende Besiedlung eingeführt worden sein.
Die Gemeinde ist im 20. Jh. vergleichsweise wenig gewachsen, da es kaum Zuzug gab. Die gebirgige Natur ist dafür in Teilen ausschlaggebend.

### Bevölkerungsentwicklung
| Brandenberg: Einwohnerzahlen von 1869 bis 2024      | Brandenberg: Einwohnerzahlen von 1869 bis 2024 | Brandenberg: Einwohnerzahlen von 1869 bis 2024 | Brandenberg: Einwohnerzahlen von 1869 bis 2024 | Brandenberg: Einwohnerzahlen von 1869 bis 2024 |
| --------------------------------------------------- | ---------------------------------------------- | ---------------------------------------------- | ---------------------------------------------- | ---------------------------------------------- |
| Jahr                                                |                                                |                                                |                                                | Einwohner                                      |
| 1869                                                | 1869                                           |                                                | 935                                            | 935                                            |
| 1880                                                | 1880                                           |                                                | 918                                            | 918                                            |
| 1890                                                | 1890                                           |                                                | 911                                            | 911                                            |
| 1900                                                | 1900                                           |                                                | 1.022                                          | 1.022                                          |
| 1910                                                | 1910                                           |                                                | 1.046                                          | 1.046                                          |
| 1923                                                | 1923                                           |                                                | 1.135                                          | 1.135                                          |
| 1934                                                | 1934                                           |                                                | 1.114                                          | 1.114                                          |
| 1939                                                | 1939                                           |                                                | 1.089                                          | 1.089                                          |
| 1951                                                | 1951                                           |                                                | 1.178                                          | 1.178                                          |
| 1961                                                | 1961                                           |                                                | 1.254                                          | 1.254                                          |
| 1971                                                | 1971                                           |                                                | 1.404                                          | 1.404                                          |
| 1981                                                | 1981                                           |                                                | 1.409                                          | 1.409                                          |
| 1991                                                | 1991                                           |                                                | 1.454                                          | 1.454                                          |
| 2001                                                | 2001                                           |                                                | 1.523                                          | 1.523                                          |
| 2011                                                | 2011                                           |                                                | 1.551                                          | 1.551                                          |
| 2021                                                | 2021                                           |                                                | 1.553                                          | 1.553                                          |
| 2024                                                | 2024                                           |                                                | 1.519                                          | 1.519                                          |
| Quelle(n): Statistik Austria, Gebietsstand 1.1.2021 |                                                |                                                |                                                |                                                |

## Kultur und Sehenswürdigkeiten

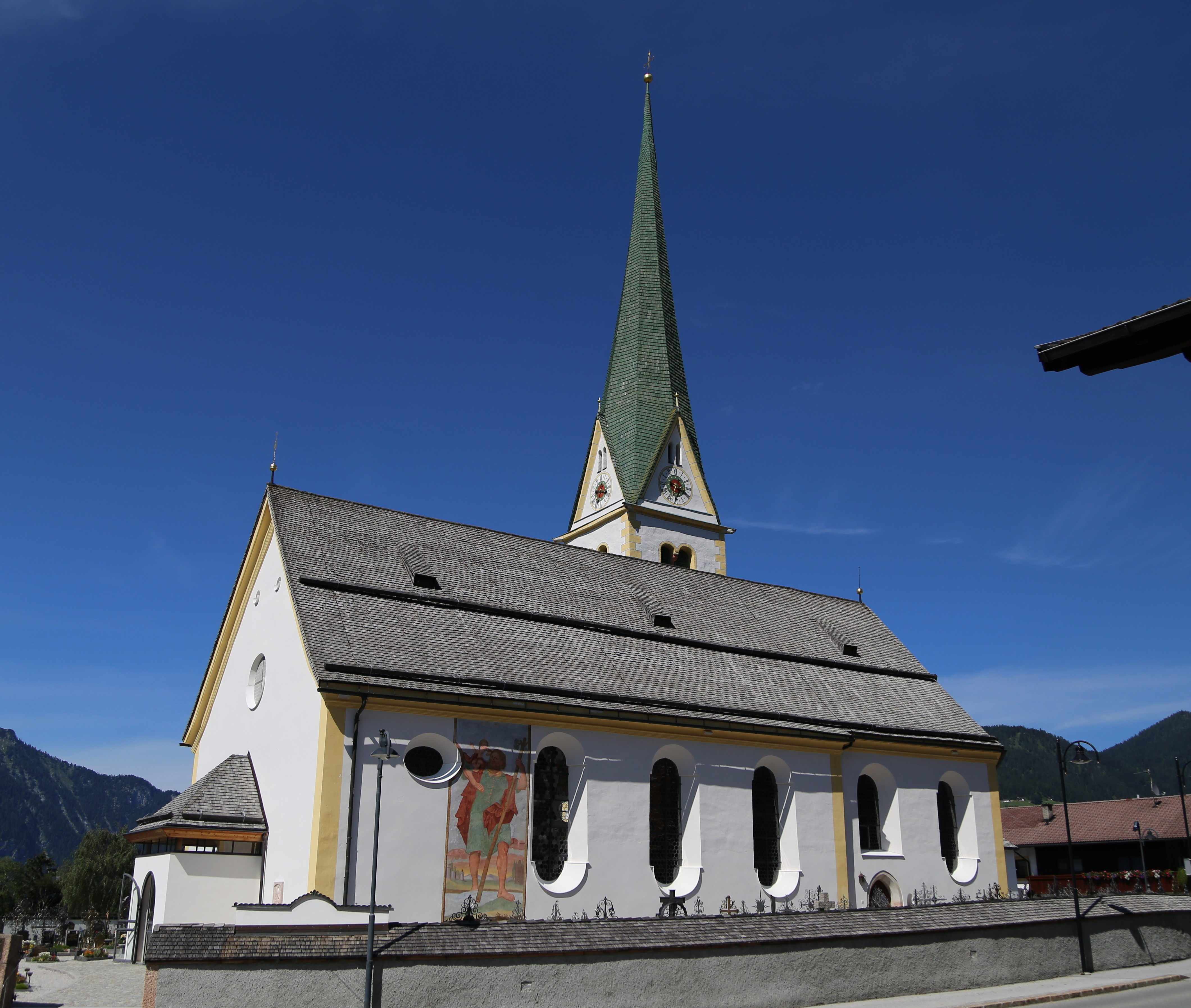
Pfarrkirche Hl. Georg

### Bauwerke
- Pfarrkirche hl. Georg
- Filialkirche Schmerzhafte Muttergottes in Aschau
- Hubertuskapelle bei der Erzherzog-Johann-Klause

### Kulinarische Spezialitäten
Eine Spezialität des Ortes ist die Prügeltorte.

## Wirtschaft und Infrastruktur
Seit dem Hochmittelalter ist eine durchgehende landwirtschaftliche Nutzung feststellbar, und heute haben neben dem Tourismus vor allem Jagd- und Forstwirtschaft große Bedeutung. Relikte aus der Zeit der Holztrift finden sich im gesamten Brandenberger Tal, das bis 1966 ein Zentrum der Holzwirtschaft war. Am bekanntesten sind die Erzherzog-Johann-Klause, die Tiefenbach- und die Kaiserklamm.

### Wirtschaftssektoren
Von den 113 landwirtschaftlichen Betrieben des Jahres 2010 waren 39 Haupterwerbsbauern. Im Produktionssektor arbeiteten zwölf Erwerbstätige in der Bauwirtschaft. Die wichtigsten Arbeitgeber im Dienstleistungssektor waren die Bereiche soziale und öffentliche Dienste (40), freiberufliche Dienstleistungen (27) und Beherbergung und Gastronomie (26 Mitarbeiter).
| Wirtschaftssektor            | Anzahl Betriebe | Anzahl Betriebe | Erwerbstätige | Erwerbstätige |
| Wirtschaftssektor            | 2011            | 2001            | 2011          | 2001          |
| ---------------------------- | --------------- | --------------- | ------------- | ------------- |
| Land- und Forstwirtschaft 1) | 113             | 112             | 71            | 46            |
| Produktion                   | 11              | 10              | 23            | 19            |
| Dienstleistung               | 51              | 39              | 138           | 114           |

1) Betriebe mit Fläche in den Jahren 2010 und 1999

### Arbeitsmarkt, Pendeln
Im Jahr 2011 lebten 743 Erwerbstätige in Brandenberg. Davon arbeiteten 180 in der Gemeinde, drei Viertel pendelten aus.

## Politik

### Gemeinderat
Der Gemeinderat besteht aus 13 Mandataren.
| Partei                                                      | 2022  | 2022    | 2016  | 2016    | 2010  | 2010    |
| Partei                                                      | %     | Mandate | %     | Mandate | %     | Mandate |
| ----------------------------------------------------------- | ----- | ------- | ----- | ------- | ----- | ------- |
| Brandenberger Gemeinschaftsliste - BGL                      | 53,50 | 7       | 38,48 | 5       |       |         |
| Liste unabhängiger Brandenberger                            | 38,47 | 5       | 44,34 | 6       | 46,41 |         |
| Freiheitliche Bauern- und Arbeiterliste                     | 8,03  | 1       | 7,29  | 1       | 9,36  |         |
| Parteifreie und SPÖ Brandenberg                             |       |         | 9,88  | 1       | 13,52 |         |
| Brandenberger Gemeinschaftsliste / Liste des Bürgermeisters |       |         |       |         | 30,72 |         |

### Bürgermeister
- 1962–1989 Konrad Neuhauser
- 1989–2010 Albert Ender (Gemeinschaftsliste)
- 2010–2022 Hans Jürgen Neuhauser (Liste unabhängiger Brandenberger)[13]
- seit 2022 Johannes Burgstaller (Brandenberger Gemeinschaftsliste)

### Wappen
Die Tiroler Landesregierung hat mit Beschluss vom 22. Jänner 1974 folgendes Wappen verliehen: „Silbernes Schildhaupt mit drei grünen Spitzen, darunter eine schwarze gestürzte Spitze mit zwei silbernen Balken und einer silbernen Spitze im Schildfuß, begleitet von zwei grünen Feldern.“
Das Wappen symbolisiert mit der gestürzten Spitze und den Balken die Triftklausen an der Brandenberger Ache, mit dem Grün den Wald und mit den Spitzen den Namensbestandteil „Berg“.

## Persönlichkeiten
- Ludwig Neuhauser (1921–2019), Maler und Restaurator
- Andrä Rupprechter (* 1961), Politiker (ÖVP), ehemaliger Bundesminister für Land- und Forstwirtschaft, Umwelt und Wasserwirtschaft